# Cherie Pridham
Cherie Pridham, née le 22 mai 1971, est une coureuse cycliste et directrice sportive britannique. Au cours de la saison 2021, elle devient la première femme directrice sportive d'une UCI WorldTeam masculine.

## Biographie
Cherie Pridham est née au Royaume-Uni et a grandi en Afrique du Sud où elle a commencé le cyclisme. De 1992 à 2006, elle participe à des courses cyclistes internationales. Elle court notamment à huit reprises la Grande Boucle Féminine et à deux reprises le Tour d'Italie féminin. En 2006, elle est victime d'un accident à l'entraînement et doit abandonner sa carrière de coureuse.
Elle devient alors la manager de l'équipe junior Merlin Development Squad en 2006 et à partir de 2011 de l'équipe continentale Team Raleigh. En 2014, elle fonde sa propre société « Cherie Pridham Racing » et dirige l'équipe continentale Vitus Pro Cycling jusqu'en 2020, date de l'arrêt de la formation,,. Elle a notamment été la manager de trois champions du monde sur piste.
En décembre 2020, l'équipe Israel Start-Up Nation annonce qu'à partir de 2021, Pridham est recrutée comme directrice sportive de l'équipe avec laquelle Chris Froome, quadruple vainqueur du Tour de France, s'est également engagé. Cela fait d'elle la première femme à diriger une équipe masculine au niveau World Tour. Pridham a souligné qu'en tant que femme, elle ne s'attendait pas et ne voulait pas un traitement spécial : « Mon rôle est celui d'un directeur sportif, pas d'une femme directeur sportif ». « J'aurai exactement les mêmes problèmes que mes collègues - je ferai les mêmes erreurs et j'aurai également les mêmes réussites ».
En octobre 2021, l'équipe Lotto-Soudal annonce son arrivée comme directrice sportive.

## Palmarès
- 1996
  - 3e du Tour de Nuremberg